# وابکو
وابکو (انگلیسی: WABCO) شرکت هلدینگ آمریکایی است، که در سال ۲۰۰۷ تأسیس شد.